# Întors pe dos (franciză)

Siglă filmului

Franciza Întors pe dos este o franciză media americană creată de Pete Docter și Ronnie del Carmen. Are loc în mintea unei fete pe nume Riley Andersen, unde mai multe emoții personificate îi administrează gândurile și acțiunile. Franciza este produsă de Pixar Animation Studios și distribuită de compania mamă Walt Disney Studios Motion Pictures. A început cu filmul cu același nume din 2015 și a fost urmat de Inside Out 2 (2024). Franciza include, de asemenea, un scurtmetraj, un serial de animație, mai multe jocuri video și două parcuri de distracție tematice.

## Filme
| Film         | Data lansării în SUA | Regizat de                      | Scenariul de                           | Produs de    |
| ------------ | -------------------- | ------------------------------- | -------------------------------------- | ------------ |
| Inside Out   | 19 iunie 2015        | Pete Docter & Ronnie Del Carmen | Pete Docter, Meg LeFauve & Josh Cooley | Jonas Rivera |
| Inside Out 2 | 14 iunie 2024        | Kelsey Mann                     | Meg LeFauve & Dave Holstein            | Mark Nielsen |

## Performanța la cinematografe
| Film         | Data lansării în SUA | Box office     | Box office     | Box office       | Buget         | Note        |
| Film         | Data lansării în SUA | SUA și Canada  | Alte teritorii | La nivel mondial | Buget         | Note        |
| ------------ | -------------------- | -------------- | -------------- | ---------------- | ------------- | ----------- |
| Inside Out   | 19 iunie 2015        | $356,461,711   | $501,149,463   | $857,611,174     | $175 milioane | [ 1 ]       |
| Inside Out 2 | 14 iunie 2024        | $652,980,194   | $1,041,514,916 | $1,694,495,110   | $200 milioane | [ 2 ] [ 3 ] |
| Total        | Total                | $1.009.441.905 | $1.542.664.379 | $2.552.106.284   | $375 milioane |             |